# Assemblée provinciale du Maniema
Bureau définitif
Kindu
L'Assemblée provinciale du Maniema est l'organe délibérant de la province du Maniema, en République démocratique du Congo. Elle est responsable de la législation locale, du contrôle de l'exécutif provincial et de la représentation des citoyens au niveau provincial.

## Historique
Créée en 2006 après l'adoption de la constitution de la République démocratique du Congo, l'assemblée provinciale du Maniema est l'une des 26 assemblées provinciales du pays. Sa mise en place s'inscrit dans le processus de décentralisation visant à renforcer l'autonomie des provinces et à rapprocher l'administration publique des citoyens.
Depuis sa création, l’assemblée a joué un rôle clé dans la gouvernance locale, notamment en adoptant des édits provinciaux (lois locales) et en supervisant les actions de l'exécutif provincial.

### Siège
L'assemblée provinciale du Maniema siège à Kindu, la capitale provinciale. Son bâtiment est situé dans le quartier central administratif, offrant des installations pour les sessions plénières, les réunions des commissions et les activités administratives.

## Corps et structure
L’assemblée provinciale du Maniema est structurée en plusieurs organes qui assurent son bon fonctionnement et l’accomplissement de ses missions.

### Membres
L’asemblée est composée de membres élus, appelés députés provinciaux. Leur nombre varie en fonction des critères démographiques et administratifs définis par la loi. Ces députés sont élus pour un mandat de cinq ans renouvelable,.

### Bureau de l’assemblée
Le Bureau de l’assemblée provinciale est l’organe exécutif interne chargé de coordonner les activités de l'Assemblée. Il est composé :
- d’un président[4],
- d’un vice-président,
- d’un rapporteur,
- d’un rapporteur adjoint,
- et d’un questeur.

Le Bureau est élu par les députés provinciaux et veille à l’organisation des sessions, à l'application du règlement intérieur et à la gestion administrative de l’assemblée.

### Commissions permanentes
L'assemblée est dotée de plusieurs commissions permanentes, chacune spécialisée dans un domaine précis, notamment :
- les finances et le budget[6],
- l’éducation, la santé et les affaires sociales,
- l’environnement et les infrastructures,
- la justice et la sécurité[7].

Ces commissions jouent un rôle consultatif et préparent les rapports qui sont soumis aux plénières pour décision.

## Rôles et missions
L’assemblée provinciale du Maniema a pour principales missions :
1. Légiférer : adopter des édits provinciaux pour réglementer les domaines relevant de la compétence provinciale.
2. Contrôler : superviser les actions de l’exécutif provincial, notamment par l’interpellation des ministres provinciaux et le contrôle budgétaire[8].
3. Représenter : relayer les préoccupations des citoyens auprès des autorités provinciales et nationales.
4. Promouvoir le développement local : orienter les politiques publiques provinciales vers les besoins des populations[9].

## Défis et enjeux
L'assemblée provinciale du Maniema fait face à plusieurs défis, parmi lesquels :
- Le financement insuffisant : les ressources financières allouées à l’Assemblée sont souvent limitées, ce qui impacte son fonctionnement.
- Les tensions politiques : les divergences entre les membres de l’Assemblée et l’exécutif provincial freinent parfois la réalisation des objectifs[11],[12].
- La décentralisation effective : bien que prévue par la Constitution, la décentralisation reste incomplète, limitant l’autonomie réelle de la province.
- Les infrastructures : le manque d’équipements modernes pour soutenir le travail des députés et des commissions entrave l’efficacité institutionnelle.

Malgré ces défis, l'Assemblée provinciale du Maniema reste un acteur clé de la gouvernance locale et un pilier du développement démocratique dans la province.